# ليوناردو كاربوني
ليوناردو كاربوني (بالإسبانية: Leonardo Carboni)‏ هو لاعب كرة قدم أرجنتيني في مركز الهجوم، ولد في 4 نوفمبر 1984 في ريو كوارتو في الأرجنتين. لعب مع كيلمس ونادي دانوبيو ونويفا شيكاجو.

## وصلات خارجية
- ليوناردو كاربوني على موقع قاعدة بيانات كرة القدم.إي يو (الإنجليزية)
- ليوناردو كاربوني على موقع Soccerway.com (الإنجليزية)